# Luke Hughes (Eishockeyspieler)
Luke Warren Hughes (* 9. September 2003 in Manchester, New Hampshire) ist ein US-amerikanischer Eishockeyspieler, der seit April 2023 bei den New Jersey Devils in der National Hockey League unter Vertrag steht. Der Verteidiger wurde im NHL Entry Draft 2021 an vierter Position von den Devils ausgewählt.

## Karriere
Luke Hughes wurde in Manchester geboren und spielte in seiner Jugend mit den Toronto Marlboros sowie den in Detroit ansässigen Little Caesars für zwei renommierte Nachwuchsprogramme. Zur Saison 2019/20 wurde er ins USA Hockey National Team Development Program (NTDP) aufgenommen, die zentrale Talentschmiede des US-amerikanischen Verbandes USA Hockey. Mit den U17- und U18-Auswahlen des NTDP, die auch als Nachwuchsnationalmannschaften fungieren, nahm der Abwehrspieler in den folgenden zwei Jahren am Spielbetrieb der United States Hockey League (USHL) teil, der ranghöchsten Juniorenliga des Landes. Anschließend wählten ihn die New Jersey Devils im NHL Entry Draft 2021 an vierter Position aus, nachdem sie zwei Jahre zuvor bereits seinen Bruder Jack verpflichtet hatten.
Zur Saison 2021/22 schrieb sich Hughes an der University of Michigan ein, sodass er fortan mit den „Wolverines“ in der Big Ten Conference auflief, einer Liga im Spielbetrieb der National Collegiate Athletic Association (NCAA). Als Freshman verzeichnete er mit 39 Punkten aus 41 Spielen bereits einen Punkteschnitt von fast 1,0 pro Spiel, sodass er im Second All-Star Team sowie im All-Rookie Team der Big Ten berücksichtigt wurde. Außerdem gehörte er zu den zehn Finalisten für den Hobey Baker Memorial Award, der den besten College-Spieler des Landes ehrt, den in der Folge jedoch der Torhüter Dryden McKay gewann. Mit den Wolverines gewann er dabei auch die Meisterschaft der Big Ten Conference, die das Team im Folgejahr erfolgreich verteidigte. Seine persönliche Statistik hatte der US-Amerikaner dabei auf 48 Punkte in 39 Einsätzen gesteigert.
In weiterer Folge unterzeichnete Hughes im April 2023 einen Einstiegsvertrag bei den New Jersey Devils, für die er wenig später gegen Ende der Saison 2022/23 sein Debüt in der National Hockey League (NHL) gab. Dort etablierte sich der Verteidiger prompt und beendete seine Debütsaison mit 47 Punkten aus 82 Punkten, womit er in der ligaweiten Rookie-Scorerliste den zweiten Rang belegte. Demzufolge berücksichtigte man ihn auch im NHL All-Rookie Team.

### International
Erste internationale Erfahrungen sammelte Hughes bei der World U-17 Hockey Challenge 2019, wo er mit der US-amerikanischen Auswahl die Silbermedaille gewann. Nachdem die U20-Weltmeisterschaft 2022 bereits kurz nach Beginn abgebrochen wurde, belegte der Verteidiger mit der U20-Nationalmannschaft beim nachgeholten Turnier im August 2022 den fünften Platz. In der Zwischenzeit war er auch bei der A-Nationalmannschaft zu seinem Debüt gekommen, als er mit ihr den vierten Rang bei der Weltmeisterschaft 2022 erreichte. Bei der U20-Weltmeisterschaft 2023 übernahm Hughes dann das Amt des Mannschaftskapitäns der U20-Auswahl und führte sie zur Bronzemedaille.
Sein zweites Turnier für die A-Nationalmannschaft absolvierte Hughes mit der Weltmeisterschaft 2024, die die US-Amerikaner auf dem fünften Rang abschlossen.

## Erfolge und Auszeichnungen
| - 2022 Meisterschaft der Big Ten mit den Michigan Wolverines - 2022 Big Ten Second All-Star Team - 2022 Big Ten All-Rookie Team | - 2022 Finalist für den Hobey Baker Memorial Award - 2023 Meisterschaft der Big Ten mit den Michigan Wolverines - 2024 NHL All-Rookie Team |

### International
- 2019 Silbermedaille bei der World U-17 Hockey Challenge
- 2023 Bronzemedaille bei der U20-Weltmeisterschaft

## Karrierestatistik
Stand: Ende der Saison 2024/25

### International
Vertrat die USA bei:
| - World U-17 Hockey Challenge 2019 - abgebr. U20-Weltmeisterschaft 2022 - Weltmeisterschaft 2022 | - U20-Weltmeisterschaft 2022 - U20-Weltmeisterschaft 2023 - Weltmeisterschaft 2024 |

(Legende zur Spielerstatistik: Sp oder GP = absolvierte Spiele; T oder G = erzielte Tore; V oder A = erzielte Assists; Pkt oder Pts = erzielte Scorerpunkte; SM oder PIM = erhaltene Strafminuten; +/− = Plus/Minus-Bilanz; PP = erzielte Überzahltore; SH = erzielte Unterzahltore; GW = erzielte Siegtore; 1 Play-downs/Relegation; Kursiv: Statistik nicht vollständig)

## Familie
Luke Hughes stammt aus einer vom Eishockey geprägten Familie. Sein Vater Jim Hughes spielte kurzzeitig im Profibereich und war danach als Trainer tätig, unter anderem als Assistent bei den Boston Bruins und als Cheftrainer des HK Dinamo Minsk. Seine Mutter Ellen Hughes, geborene Ellen Weinberg, vertrat die USA bei der Weltmeisterschaft 1992, gewann dort mit dem Team die Silbermedaille und wurde ins All-Star Team des Turniers gewählt. Darüber hinaus sind seine älteren Brüder Quinn (* 1999) und Jack (* 2001) ebenfalls in der NHL aktiv.